# Премія Гольвека
Меда́ль і пре́мія Ферна́на Го́львека (англ. Fernand Holweck Medal and Prize) — європейська наукова нагорода в галузі фізики, яка присуджується щороку британським Інститутом фізики (IOP) та Французьким фізичним товариством (SFP). Це одна з чотирьох головних нагород SFP та одна з чотирьох міжнародних двосторонніх нагород IOP, що складається із золотої медалі та грошової винагороди розміром у 3000 євро.

## Історична довідка
Премію було засновано у 1945 році на вшанування пам'яті про Фернана Гольвека (1890—1941) та інших французьких фізиків, яких переслідували або вбили нацисти під час німецької окупації Франції в роки Другої світової війни, з 1940 по 1945 рік. Спочатку це була премія у розмірі 150 фунтів стерлінгів. Вона присуджується за видатні роботи в експериментальній фізиці (що відображає науковий інтерес Гольвека) або в теоретичній фізиці, тісно пов'язаній з експериментуванням.
Премія Гольвека присуджується щороку по черзі французькому (у парні роки) та британському чи ірландському фізику (у непарні роки). У 1974 році було вручено дві премії на честь сторіччя обох товариств. Серед лауреатів премії Гольвека є декілька лауреатів Нобелівської премії. Нагорода отримала підвищену увагу ЗМІ у 2014 році, коли її було присуджено іранському фізику Раміну Голестаняну.

## Лауреати

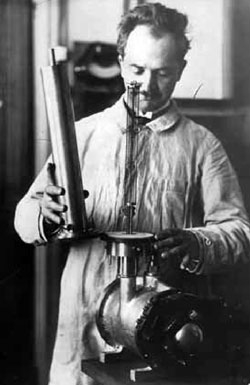
Фернан Гольвек

За час існування нагороди її отримали такі науковці:
- 1946 Шарль Садрон[en]
- 1947 Едвард Андрейд[en]
- 1948 Ів Рокар[en]
- 1949 Леслі Флітвуд Бейтс[en][9]
- 1950 П'єр Жакіно[en]
- 1951 Томас Ральф Мертон[en]
- 1952 Луї Неель
- 1953 Джон Реткліфф
- 1954 Альфред Кастлер[10]
- 1955 Ніколас Курті[en]
- 1956 Жан-Поль Матьє[fr]
- 1957 Деніс Вілкінсон[en]
- 1958 Анатоль Абраґам
- 1959 Роберт Генбері Браун
- 1960 Жан Броссель[en]
- 1961 Брайан Піппард
- 1962 Жан-Франсуа Денісс[en]
- 1963 Чарлз Френк[en]
- 1964 Жак Фрідель
- 1965 Мартін Райл
- 1966 Реймон Кастен[en]
- 1967 Генріх Герхард Кун[en]
- 1968 П'єр Жиль де Жен[11]
- 1969 Алан Коттрелл
- 1970 П'єр Конн[fr]
- 1971 Денніс Габор[12]
- 1972 Ліонел Соломон[fr]
- 1973 Браян Девід Джозефсон[13]
- 1974 Філіпп Нозьє[en] і Ентоні Г'юїш[14]
- 1975 Еврі Шацман[en]
- 1976 Гаррі Елліот[en][15]
- 1977 Моріс Гольдман[en]
- 1978 Вільям Френк Вінен[en][16]
- 1979 Андре Бланден (фр. André Blandin)
- 1980 Девід Таулесс
- 1981 Рене Турле[en]
- 1982 Реймонд Гайд[en]
- 1983 Жерар Тулуз[en]
- 1984 Бребіс Бліні[en][17]
- 1985 Деніс Жером[en]
- 1986 Гарет Робертс[en]
- 1987 Едуард Фабр (фр. Edouard Fabre)[18][19]
- 1988  Пітер Гірш
- 1989 Ерік Вароко[fr]
- 1990 Роджер Коулі[en][20]
- 1991 Ален Аспе
- 1992 Дональд Гілл Перкінс
- 1993 Девід Руелл[en]
- 1994 Лоуренс Джон Чалліс (інші мови)
- 1995 П'єр Лена[fr]
- 1996 Джон Стідс[en]
- 1997 Жан-П'єр Бріан (фр. Jean-Pierre Briand)
- 1998 Вільям Геллеті(інші мови)
- 1999 Оріол Бохігас Марті[en]
- 2000 Френк Рід[en]
- 2001 П’єр Кулле[fr]
- 2002 Джон Петіка[en]
- 2003 Кетрін Брешіньяк[en]
- 2004 Ейдріан Ваятт[en]
- 2005 Філіпп Моно[fr]
- 2006 Джулія Гіґґінс[en]
- 2007 Жан-П'єр Юлен (фр. Jean-Pierre Hulin)
- 2008 Деніс Вір[en]
- 2009 Крістіан Кольє[en][21]
- 2010 Стівен Т. Брамвелл[en]
- 2011 Джоел Сіберт(інші мови)
- 2012 Гелен Гліссон[en][22]
- 2013 Александр Будзін[en]
- 2014 Рамін Голестанян[en][7][23][24][25]
- 2015 Ізабель Леду-Рак[en][26][27]
- 2016 Зоран Гаджібабіч (англ. Zoran Hadzibabic)[28]
- 2017 Віктор Малка[en]
- 2018 Маріна Галанд[en][29][30]
- 2019 Ксав’є Гарбе[en][31]
- 2020 Чарлз Адамс[en][32]
- 2021 Гай Ле Лей (фр. Guy Le Lay)
- 2022 Філіпп Клоден (фр. Philippe Claudin) і Бруно Андреотті[fr][33]
- 2023 Аморі Тріо (англ. Amaury Triaud)
- 2024 Людовік Бертьє[fr]